# Єрмолаєв Степан Олександрович
Степан Олександрович Єрмолаєв (нар. 12 грудня 1929, село Кубеково, тепер Красноярського краю, Російська Федерація — 4 серпня 2006, місто Красноярськ, Російська Федерація) — радянський державний діяч, новатор виробництва, слюсар-модельник Красноярського заводу комбайнів Міністерства тракторного і сільськогосподарського машинобудування СРСР. Член Центральної Ревізійної Комісії КПРС у 1976—1981 роках. Герой Соціалістичної Праці (5.08.1966).

## Життєпис
Народився в селянській родині. У 1930-ті роки родина Єрмолаєвих переїхала до Красноярська.
У 1943 році закінчив ремісниче училище міста Красноярська.
У 1943—1951 роках — слюсар-модельник інструментального цеху Красноярського заводу комбайнів, виготовляв моделі деталей комбайнів всіх серій.
У 1951—1955 роках — служба авіаційним механіком у Радянській армії.
Член КПРС з 1952 року.
У 1955—1999 роках — слюсар-модельник інструментального цеху Красноярського заводу комбайнів.
Указом Президії Верховної Ради СРСР від 5 серпня 1966 року за особливі заслуги у виконанні завдань семирічного плану і досягнення високих виробничих показників Єрмолаєву Степану Олександровичу присвоєно звання Героя Соціалістичної Праці з врученням ордена Леніна і золотої медалі «Серп і Молот».
У 1968 році закінчив школу майстрів у Красноярську.
З 1999 року — на пенсії в місті Красноярську. 
Помер 4 серпня 2006 року в місті Красноярську.

## Нагороди і звання
- Герой Соціалістичної Праці (5.08.1966)
- два ордени Леніна (5.08.1966, 15.03.1974)
- орден Жовтневої Революції (5.04.1971)
- медалі
- Державна премія СРСР (1981)